# Justus Hermann Wetzel
Justus Hermann Wetzel (11 de marzo de 1879 – 6 de diciembre de 1973) fue un compositor, escritor y educador musical alemán.

## Vida
Wetzel nació en Kyritz, Brandeburgo, hijo de un empleado de correos. Tras su bachillerato, que superó en Potsdam en 1897, estudió biología en Berlín, Marburg y Munich hasta 1901. En Marburg también estudió filosofía con Hermann Cohen y Paul Natorp. En 1901 se doctoró con una tesis sobre zoología. Luego se dedicó a la música y profundizó sus conocimientos con estudios privados en Berlín. La Friedrich-Kiel-Gesellschaft lo registró como un estudiante de Friedrich Kiel. Se ganó la vida como consultor musical consultor para diferentes diarios. De 1905 a 1907 fue profesor en el Conservatorio de Riemann en Stettin. En 1910 finalmente se mudó a Berlín, donde enseñó por primera vez en el Conservatorio Klindworth-Scharwenka y en 1926 se trasladó a la Königliches Musik-Institut de Berlín en Berlín-Charlottenburg.
Aunque Wetzel vivió una vida relativamente aislada y apenas se comprometió con su trabajo, le rodeaba un gran círculo de amigos y admiradores, entre los que se incluyen no sólo músicos, sino también artistas visuales como Emil Orlik y su alumno Gunter Böhmer, el poeta Hermann Hesse y Anna Spitteler, la hija del suizo ganador del Premio Nobel de literatura Carl Spitteler, a quien Wetzel admiraba. Entre los alumnos de Wetzel se hallaban los compositores Marca Lothar y Friedrich Metzler así como el pianista Gerhard Puchelt. En la ocasión de su 50 aniversario, el 16 de marzo de 1929 se celebró un concierto dedicado exclusivamente a su obra en la Sing-Akademie zu Berlin. 
En 1937, Wetzel, fue despedido de su puesto como docente porque se negó a separarse de su mujer judía, Rose Bergmann. En Marzo de 1943, la misma estaba entre los prisioneros de Rosenstrasse, que fueron liberados durante las famosas Protestas de Rosenstrasse. En 1945 Wetzel se convirtió en profesor de la Universidad de las Artes de Berlín; en 1948, se trasladó con su familia a Überlingen, en Bodensee, donde murió a la edad de 94 años.

## Familia
La única descendencia que tuvo Wetzel con su mujer Rose Bergmann fue su hija Ruth, nacida en Berlín el 14 de diciembre de 1924). Tras la Guerra, Ruth se trasladó a París, donde contrajo matrimonio con el compositor español Antonio Ruiz-Pipó. El matrimonio no tuvo hijos.

## Composiciones
Wetzel se dedicó casi exclusivamente componer canciones con acompañamiento de piano. Su legado musical cuenta con 600 canciones. Estilísticamente sus raíces se hunden en el período Romántico y están influenciadas por Johannes Brahms y Hugo Wolf. Una importante fuente de inspiración del compositor fue también la canción popular. Numerosos fueron los intérpretes que trabajaron para Wetzel, y entre los más famosos están Emmi Leisner, Heinrich Schlusnus, Paula Salomon-Lindberg, Dietrich Fischer-Dieskau, Pedro Schöne así como la pianista Sandra Droucker y Franz Rupp.

## Trabajos académicos
- Elementar-theorie der Musik, Einführung in die Theorie der Melodik, Harmonik, Rhythmik und der musikalischen Formen- und Vortragslehre.
- Die Verweigerung des Heerdienstes und die Verurteilung des Krieges und der Wehrpflicht in der Geschichte der Menschheit. Potsdam, Selbstverlag, 1905 – Nachdruck in Justus Hermann Wetzel, Briefe und Schriften, edited by Klaus Martin Kopitz und Nancy Tanneberger, Würzburg 2019, pp. 232-285
- Die Liedformen, Berlin, Vieweg, 1908
- Beethovens Violinsonaten, Berlin, Hesse, 1924
- Carl Spitteler. Ein Lebens- und Schaffensbericht.  Bern, Francke, 1973, ISBN 3-7720-1058-X
- Justus Hermann Wetzel, Briefe und Schriften, edited by Klaus Martin Kopitz and Nancy Tanneberger, Würzburg 2019 (pp. 25-32 Correspondence with Paul Bekker, pp. 33-44 Correspondence with Werner Wolffheim, pp. 79-143 Correspondence with Hermann Hesse, pp. 151-173, Correspondence with Friedrich Metzler, pp. 189-198 Correspondence with Margarete Klinckerfuß, pp. 207-221, Correspondence with Mark Lothar, pp. 223-229 Correspondence with Hildegard Wegscheider).; ISBN 978-3-8260-7013-6

## Grabaciones
- Nachklang. Lieder von Justus Hermann Wetzel, interpreted by Olivia Vermeulen (mezzo-soprano), Peter Schöne (Bariton), Liana Vlad (piano) and Eduard Stan (piano); GENUIN & Deutschlandradio, 2012